# Grobschnitt
Grobschnitt é uma banda de rock alemã que existiu entre 1970 e 1989 e retornou à ativa em 2007. O estilo da banda modificou-se com a passagem do tempo, começando como rock psicodélico nos anos 1970 antes de transformar-se em rock progressivo sinfônico, NDW e finalmente pop rock na metade dos anos 1980. O Grobschnitt tinha por característica utilizar o humor em sua música na forma de barulhos inesperados e letras e conceitos propositalmente tolos.

## Músicos
- Eroc (Joachim Ehrig)
- Lupo (Gerd Otto Kühn)
- Myst (Volker Kahrs)
- Willi Wildschwein (Stefan Danielak)
- Popo (Wolfgang Jäger)
- Toni Moff Mollo (Rainer Loskand)
- Milla Kapolke

Significado dos nomes artísticos
- Lupo = lobo (em italiano)
- Mist = estrume (em alemão)
- Wildschwein = javali (em alemão)
- Popo = bunda (anat.) (em alemão)

## Discografia

### Lançamentos principais
- Grobschnitt (1972)
- Ballermann (1974)
- Jumbo (1975) (em inglês)
- Jumbo (versão cantada em alemão) (1976) (em alemão)
- Rockpommel's Land (1977)
- Solar Music Live (1978)
- Merry-Go-Round (1979)
- Volle Molle (1980)
- Illegal (1981)
- Razzia (1982)
- Kinder und Narren (1984)
- Sonnentanz (1985)
- Fantasten (1987)
- Last Party Live (1990)
- Grobschnitt Live 2008 (2008)

Todos lançados na Alemanha Ocidental / Alemanha, com os seguintes acréscimos:
- Rockpommel's Land (Canadá, Bomb Records, 1978?)

### Singles
- Sonnenflug / Der Clown (1976) ("Sun Flight" / "The Clown")
- Merry-Go-Round / Coke-Train (1978)
- Joker / Waldeslied (1980) ("Song of the Wood")
- Silent Movie / Raintime (1981)
- Wir wollen leben / Wir wollen sterben (1982) ("We Want to Live" / "We Want to Die")
- Wie der Wind / Geradeaus (1984) ("Like the Wind" / "Just Out")
- Fantasten (1987)
- Unser Himmel (1987) ("Our Heaven")

### Coletâneas
- Grobschnitt (1978)
- The International Story (2006)

### Lançamentos de arquivo
- Die Grobschnitt Story 1 (1994)
- Die Grobschnitt Story 2 (1998)
- Die Grobschnitt Story 3: The History of Solar Music Vol. 1 (2001)
- Die Grobschnitt Story 3: The History of Solar Music Vol. 2 (2002)
- Die Grobschnitt Story 3: The History of Solar Music Vol. 3 (2002)
- Die Grobschnitt Story 3: The History of Solar Music Vol. 4 (2003)
- Die Grobschnitt Story 4: Illegal Tour 1981 Complete (2003)
- Die Grobschnitt Story 3: The History of Solar Music Vol. 5 (2004)
- Die Grobschnitt Story 5 (2004)
- Die Grobschnitt Story 6: Rockpommel's Land And Elsewhere... (2006)

### Silver Mint Series
"Silver Mint Series" é um conjunto de gravações de shows completos remasterizados e lançados por Eroc. Cada show ocupa um conjunto de vários CDs (duplos, triplos, etc.), e estes foram lançados individualmente, um por vez, três a cada seis meses até 2009. Alguns dos shows são:
- Hagen 1971
- Plochingen 1976
- Bielefeld 1977
- Emden 1979
- Wesel 1979
- Donaueschingen 1981
- Osnabrück 1981
- Düsseldorf 1983